# Graves Island Provincial Park
Graves Island Provincial Park är en park i Kanada.   Den ligger i provinsen Nova Scotia, i den sydöstra delen av landet, 900 km öster om huvudstaden Ottawa. Graves Island Provincial Park ligger 24 meter över havet. Den ligger på ön Graves Island.
Terrängen runt Graves Island Provincial Park är platt. Havet är nära Graves Island Provincial Park åt sydost. Trakten är glest befolkad. Närmaste större samhälle är Chester, 3,2 km sydväst om Graves Island Provincial Park. 